# Eurya acuminata
Eurya acuminata là một loài thực vật có hoa trong họ Pentaphylacaceae. Loài này được DC. mô tả khoa học đầu tiên năm 1824.